# Ті-Так
Ті-Так (перс. تي تك) — село в Ірані, у дегестані Сахелі-є-Джукандан, в Центральному бахші, шагрестані Талеш остану Ґілян. За даними перепису 2006 року, його населення становило 1022 особи, що проживали у складі 246 сімей.

## Клімат
Середня річна температура становить 13,84°C, середня максимальна – 26,74°C, а середня мінімальна – -1,14°C. Середня річна кількість опадів – 750 мм.
| Клімат поселення                              | Клімат поселення | Клімат поселення | Клімат поселення | Клімат поселення | Клімат поселення | Клімат поселення | Клімат поселення | Клімат поселення | Клімат поселення | Клімат поселення | Клімат поселення | Клімат поселення | Клімат поселення |
| Показник                                      | Січ.             | Лют.             | Бер.             | Квіт.            | Трав.            | Черв.            | Лип.             | Серп.            | Вер.             | Жовт.            | Лист.            | Груд.            |                  |
| Середній максимум, °C                         | 8,81             | 9,91             | 12,10            | 17,62            | 22,13            | 24,89            | 26,74            | 26,71            | 23,20            | 20,29            | 15,72            | 11,40            |                  |
| Середня температура, °C                       | 3,84             | 4,93             | 7,11             | 12,63            | 17,16            | 19,91            | 22,80            | 22,78            | 19,28            | 16,36            | 11,80            | 7,46             |                  |
| Середній мінімум, °C                          | −1,14            | −0,06            | 2,15             | 7,66             | 12,17            | 14,93            | 18,86            | 18,84            | 15,34            | 12,42            | 7,85             | 3,52             |                  |
| Норма опадів, мм                              | 69               | 61               | 66               | 55               | 41               | 26               | 11               | 32               | 80               | 121              | 89               | 99               |                  |
| Середньомісячна швидкість вітру, м/с          | 2.30             | 2.40             | 2.40             | 2.35             | 2.30             | 2.50             | 2.62             | 2.42             | 2.11             | 2.07             | 1.97             | 2.05             |                  |
| Середньомісячна сонячна радіація, кДж/м²·день | 6807             | 9119             | 11264            | 15821            | 19984            | 22677            | 23550            | 19988            | 16283            | 11052            | 8404             | 6434             |                  |
| --------------------------------------------- | ---------------- | ---------------- | ---------------- | ---------------- | ---------------- | ---------------- | ---------------- | ---------------- | ---------------- | ---------------- | ---------------- | ---------------- | ---------------- |
| Джерело:                                      |                  |                  |                  |                  |                  |                  |                  |                  |                  |                  |                  |                  |                  |